# Ornithoptera priamus

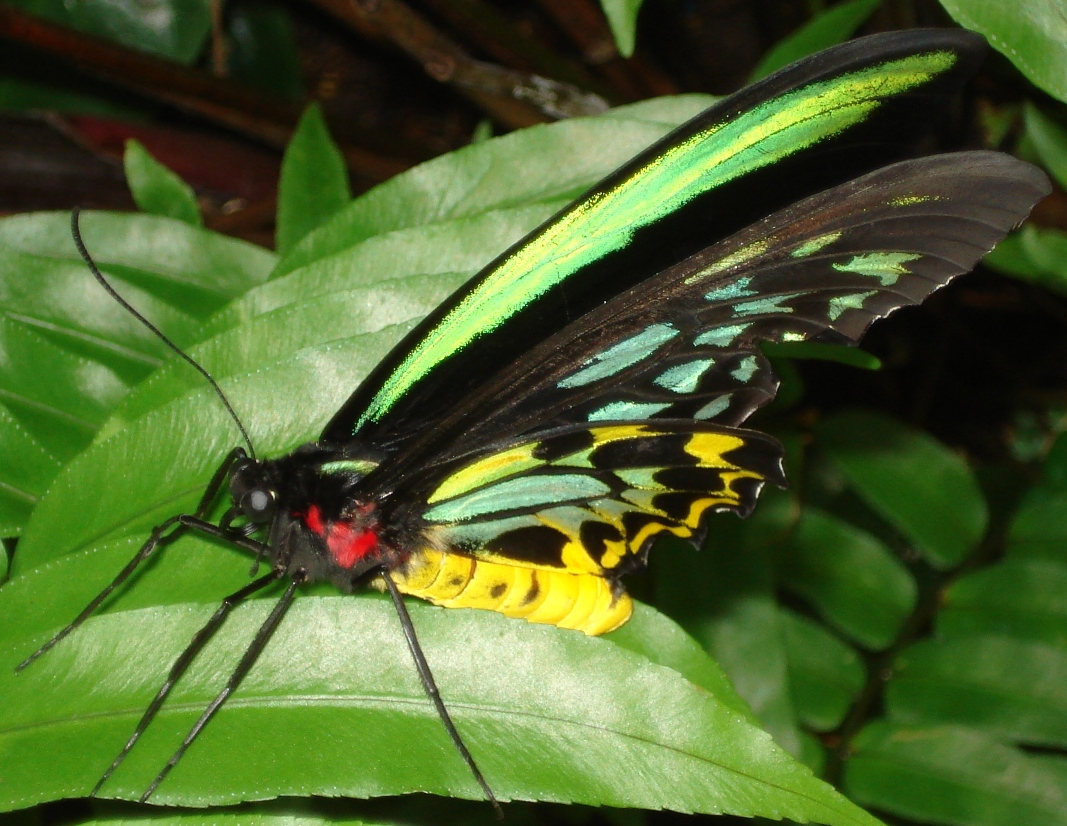
Männchen

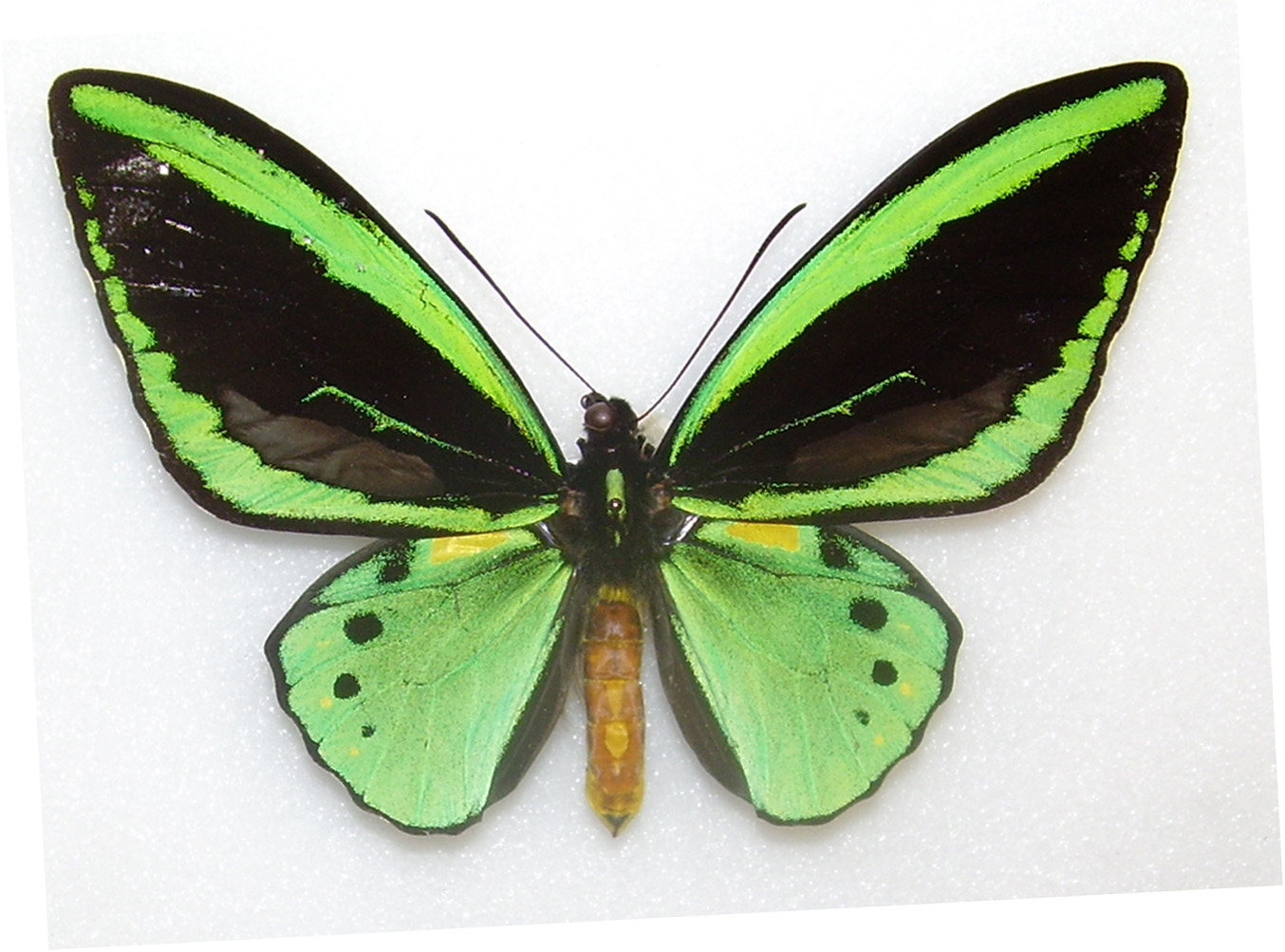
Männchen

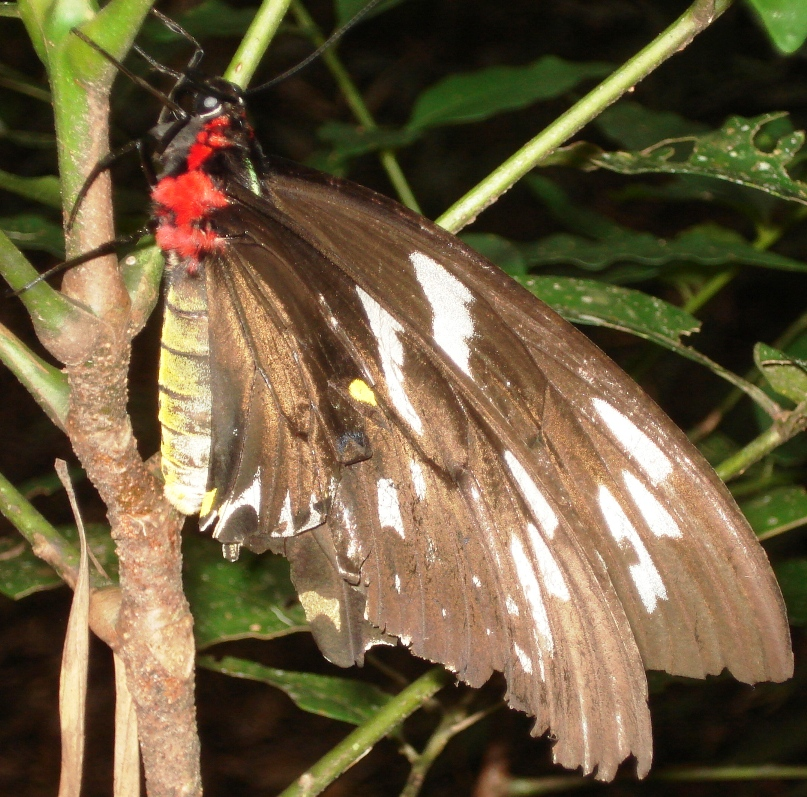
Weibchen

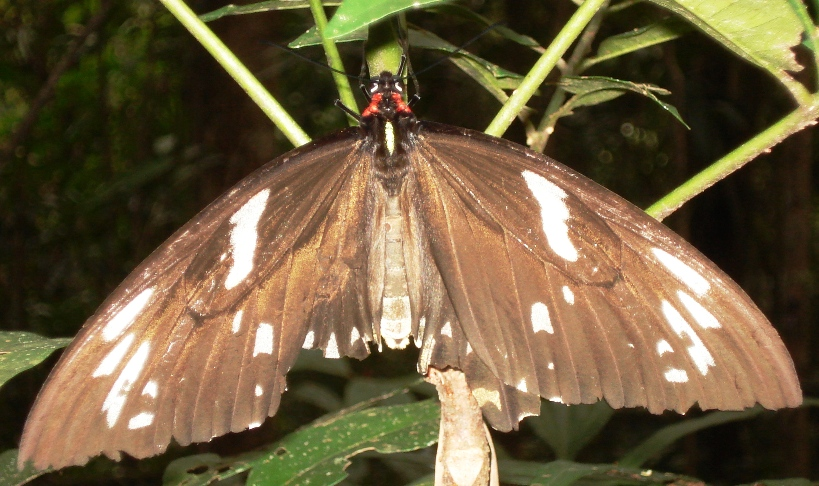
Weibchen

Ornithoptera priamus ist ein Schmetterling in der Gattung der Vogelfalter (Ornithoptera) aus der Familie der Ritterfalter (Papilionidae). Die Art steht im Anhang II des CITES-Abkommens. Sie ist nach König Priamos benannt.
Das Verbreitungsgebiet von Ornithoptera priamus erstreckt sich von den Inseln der Molukken im Westen über Neuguinea bis zu den Duke-of-York-Inseln im Osten und im Süden auf das nördliche Australien (Queensland). In Australien ist er der einzige Vertreter seiner Gattung. Entsprechend dem großen Verbreitungsgebiet gibt es zu der Art zahlreiche Unterarten, die z. T. auf Inseln endemisch vorkommen.
Die Raupen ernähren sich von verschiedenen Pflanzenarten der Familie der Osterluzeigewächse (Aristolochiaceae).

## Merkmale
Ornithoptera priamus weist einen starken Geschlechtsdimorphismus auf. Der Körper (inkl. Fühler, Beine und Rüssel) beider Geschlechter hat eine schwarze Grundfarbe – der Bereich der Brust ist teilweise rot behaart und der Hinterleib ist gelb gefärbt.

### Männchen
Das Männchen – dessen Spannweite kleiner als die des Weibchens bleibt – hat Flügel mit einer schwarzen Grundfarbe, die auf der Oberseite große metallisch grüne Streifen und Flächen haben und auf der Unterseite gelbe, grüne und blaue Muster tragen.

### Weibchen
Das Weibchen – das mit einer Spannweite von bis zu 20 cm größer als das Männchen ist – hat Flügel mit einer dunkelbraunen Grundfarbe, die ein Muster aus weißen Flecken tragen.